# Anthony Fitzherbert

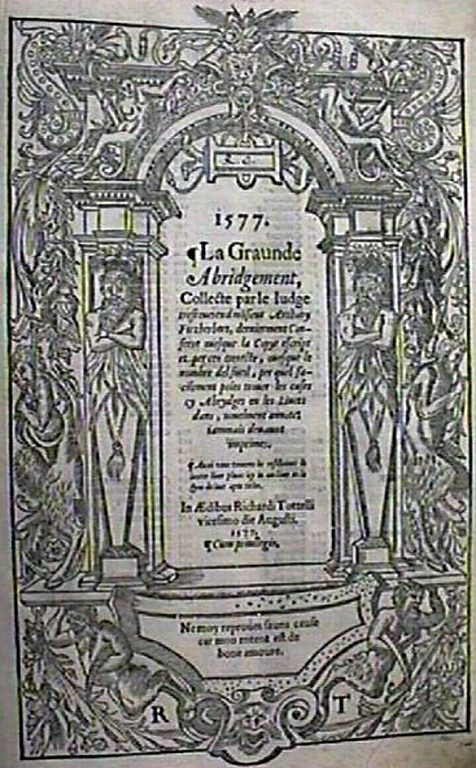
La Graunde Abridgement est un ouvrage publié par Sir Anthony Fitzherbert (édition de 1577)

Sir Anthony Fitzherbert (1470 – 1538) était un jurisconsulte et agronome anglais

## Biographie
Au XVIe siècle, les grands traités vont se multiplier en particulier en matière d’agriculture. Après les traités  des agronomes antiques qui concernaient essentiellement l’agriculture méditerranéenne, de nouveaux traités apparaissent même s’ils ne marquent pas de grands progrès sur les techniques du Moyen Âge.
En 1523, Anthony Fitzherbert publia un traité qui connut huit éditions avant 1550. Dans la même veine on peut citer le Libro de agricultura de l’Espagnol Alonso Herrera (1539) et la Cotivatione de l’Italien Luigi Alamanni (1546). Les premières éditions de la Maison rustique de Charles Estienne, qui devait avoir un succès très prolongé, furent publiées peu après 1530.